# 352 Gisela
A 352 Gisela (ideiglenes jelöléssel 1893 B) a Naprendszer kisbolygóövében található aszteroida. Maximilian Franz Joseph Cornelius Wolf fedezte fel 1893. január 12-én.